# Smicridea corralita
Smicridea corralita is een schietmot uit de familie Hydropsychidae. De soort komt voor in het Neotropisch gebied.